# Lista över politiska partier i Ryssland
Detta är en lista över politiska partier i Ryssland.
Ryssland har en turbulent flora av partier, där partier ofta bildas och läggs ner, eller går upp i varandra. För att få ställa upp i val måste ett parti vara registrerat av det ryska justitieministeriet. Krav för registrering är att ett parti ska ha ett visst antal medlemmar (45 000 enligt 2011 års regler) och ha lokalavdelningar i hälften av de 83 regionerna i landet. Idag (2016) finns ett femtiotal registrerade partier, sex av dessa sitter invalda i Statsduman, underhuset i Rysslands parlament. Dominerande är partiet Enade Ryssland med Dmitrij Medvedev som partiledare.

## Partier i ryska Statsduman
|  | Enade Ryssland                          | 2001 | Dmitrij Medvedev    | folkets parti             | etatism, nationalism, konservatism      | 335 / 450 |
|  | Ryska federationens kommunistiska parti | 1993 | Gennadij Ziuganov   | vänster, vänsterextremism | kommunism, marxism–leninism             | 43 / 450  |
|  | Rysslands liberaldemokratiska parti     | 1992 | Leonid Slutskij     | höger, högerextremism     | socialkonservatism, högerpopulism       | 40 / 450  |
|  | Rättvisa Ryssland                       | 2006 | Sergej Mironov      | center                    | socialdemokrati, demokratisk socialism  | 23 / 450  |
|  | Rodina                                  | 2012 | Aleksej Zjuravljov  | höger                     | nationalkonservatism, högerpopulism     | 1 / 450   |
|  | Medborgarnas plattform                  | 2012 | Rifat Sjajchutdinov | center-höger              | liberalkonservatism, marknadsliberalism | 1 / 450   |

## Andra registrerade partier (urval)
- Rysslands patrioter (Патриоты России)
- Framgångspartiet (Партия роста)
- Jabloko (Яблоко)
- Partiet för folkets frihet (Партия народной свободы)

## Småpartier

### Framträdande småpartier
- Det andra Ryssland (Другая Россия)
- Vänsterfronten (Левый фронт)
- Storryssland (Великая Россия)

### Andra småpartier (urval)
- Ryska förenade arbetarfronten (ROT front) (Российский объединённый трудовой фронт)
- Eurasiska partiet (Евразия)
- Piratpartiet i Ryssland (Пиратская партия России)
- Allunionella kommunistpartiet bolsjevikerna (Всесоюзная Коммунистическая партия большевиков)
- Fosterlandet - sunt förnuft (Родина: здравый смысл)

### Förbjudna småpartier / småpartier med oklar status
- Ryska kommunistiska arbetarpartiet - revolutionära kommunistpartiet (Российская коммунистическая рабочая партия — Революционная партия коммунистов)
- Rysslands socialdemokratiska parti (Социал-демократическая партия России)

## Ej längre existerande partier (urval)
- Partiet för social rättvisa (Российская Партия Справедливости). Har gått upp i Rättvisa Ryssland.
- Nationalbolsjevikiska partiet (Национал-большевистская партия). Omvandlades 2010 till Det andra Ryssland.
- Ryska ekologiska partiet ”De gröna” (Российская экологическая партия «Зелёные»). Har gått upp i Rättvisa Ryssland.
- Rysslands demokratiska parti (Демократическая Партия России). Gick upp i Rätt sak (se nedan).
- Medborgarkraft (Гражданская сила). Gick upp i Rätt sak (se nedan).
- Högerkrafternas union (SPS) (Союз правых сил). Gick upp i Rätt sak (se nedan).
- Folkunionen (Народный Союз). Har gått upp i Ryska federationens kommunistiska parti.
- Rysslands agrarparti (Аграрная Партия России). Har gått upp i Enade Ryssland.
- Rätt sak (Правое дело). Omvandlades 2016 till Framgångspartiet.